# 2,2'-bipyridine
2,2'-bipyridine is een organische verbinding met als brutoformule C10H8N2. Het bestaat uit kleurloze tot witte kristallen, die oplosbaar zijn in water. Het is een van de isomeren van bipyridine.

## Synthese
2,2'-bipyridine wordt gesynthetiseerd door pyridine te dehydrogeneren, met raneynikkel als katalysator:
Daarnaast zijn uitgaande van pyridine synthesen bij 330°C met ijzer(III)chloride als katalysator of uitgaande van 2-broompyridine via een Ullmann-reactie waarbij metallisch koper als katalysator optreedt.

## Toepassing
2,2'-bipyridine wordt gebruikt voor de bereiding van het herbicide diquat. De reactie met 1,2-dibroomethaan levert diquatdibromide.
Het wordt ook als bidentate ligand gebruikt bij de productie van weekmakers.

## Toxicologie en veiligheid
De stof vormt bij verbranding giftige gassen, waaronder stikstofoxiden. Ze reageert met oxiderende stoffen.